# Eupelmus cynipidis
Eupelmus cynipidis is een vliesvleugelig insect uit de familie Eupelmidae. De wetenschappelijke naam is voor het eerst geldig gepubliceerd in 1882 door Ashmead.